# Дорадито аргентинський
Доради́то аргентинський (Pseudocolopteryx dinelliana) — вид горобцеподібних птахів родини тиранових (Tyrannidae). Мешкає в Південній Америці. Вид названий на честь аргентинського натураліста і колекціонера Луїса Дінеллі.

## Опис
Довжина птаха становить 11,5 см. Верхня частина тіла оливково-коричнева, тім'я коричневе, нижня частина тіла жовта, горло лимонно-жовте. На крилах охристі смужки. Дзьоб тоний, чорний, очі темно-карі.

## Поширення і екологія
Аргентинські дорадито гніздяться на півночі Аргентини, в провінціях Тукуман, Сантьяго-дель-Естеро, Санта-Фе, Кордова і Сальта. Взимку мігрують на північ, до аргентинської провінції Формоса, західного Парагваю, Болівії та крайнього південного заходу Бразилії. Вони живуть на заплавних луках і болотах, в очереті, комишах і високій траві, зустрічаються на висоті до 500 м над рівнем моря.Живляться безхребетними. В кладці 3 яйця. Мігрують у квітні і повертаються на південь в жовтні. 

## Збереження
МСОП класифікує стан збереження цього виду як близький до загрозливого. За оцінками дослідників, популяція аргентинських дарадито становить від 6700 до 20000 птахів. Їм загрожує знищення природного середовища.